# Emerald Nunatak
Emerald Nunatak är en nunatak i Antarktis. Den ligger i Västantarktis. Argentina, Chile och Storbritannien gör anspråk på området. Toppen på Emerald Nunatak är 2 037 meter över havet, eller 137 meter över den omgivande terrängen. Bredden vid basen är 1,7 km. Emerald Nunatak ingår i Douglas Range.
Terrängen runt Emerald Nunatak är varierad. Trakten är obefolkad. Det finns inga samhällen i närheten.